# El Pilar (Madrid)
El Pilar és un barri de Madrid integrat en el districte de Fuencarral-El Pardo. Té una superfície de 135,99 hectàrees i una població de 49.819 habitants (2009). El 88,43% aproximadament és de nacionalitat espanyola, mentre que l'11,57% té nacionalitat estrangera.

## Situació
Limita al nord amb Mirasierra, al sud amb Valdeacederas (Tetuán), a l'oest amb Peñagrande i a l'est amb La Paz. Està delimitat al nord amb l'Avinguda del Cardenal Herrera Oria, a l'est pel carrer Ginzo de Limia, al sud pel carrer Sinesio Delgado i a l'oest pet l'Avinguda de la Ilustración i el Camino Ganapanes.

## Història

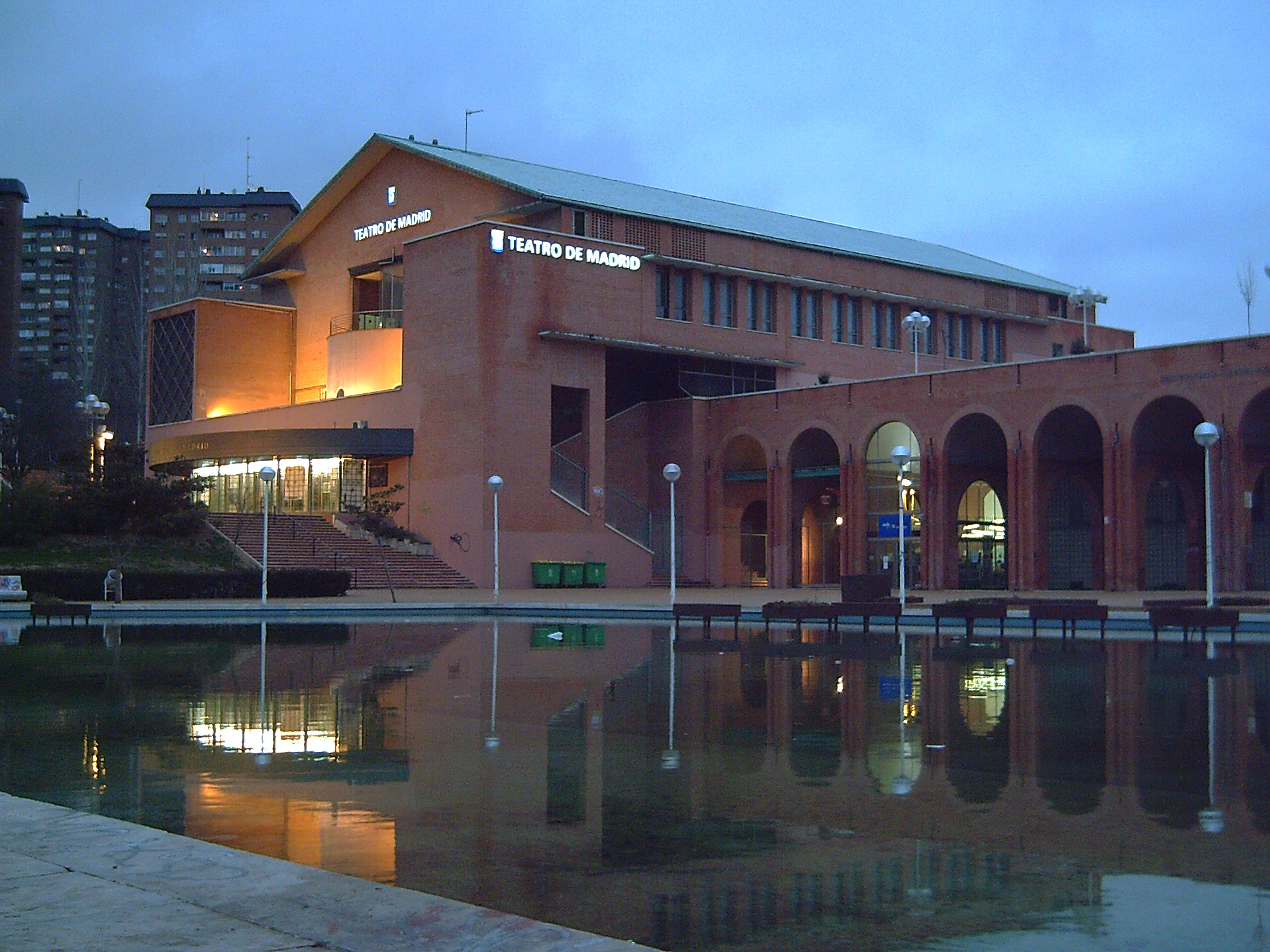
Teatre de Madrid, junt al parc de La Vaguada.

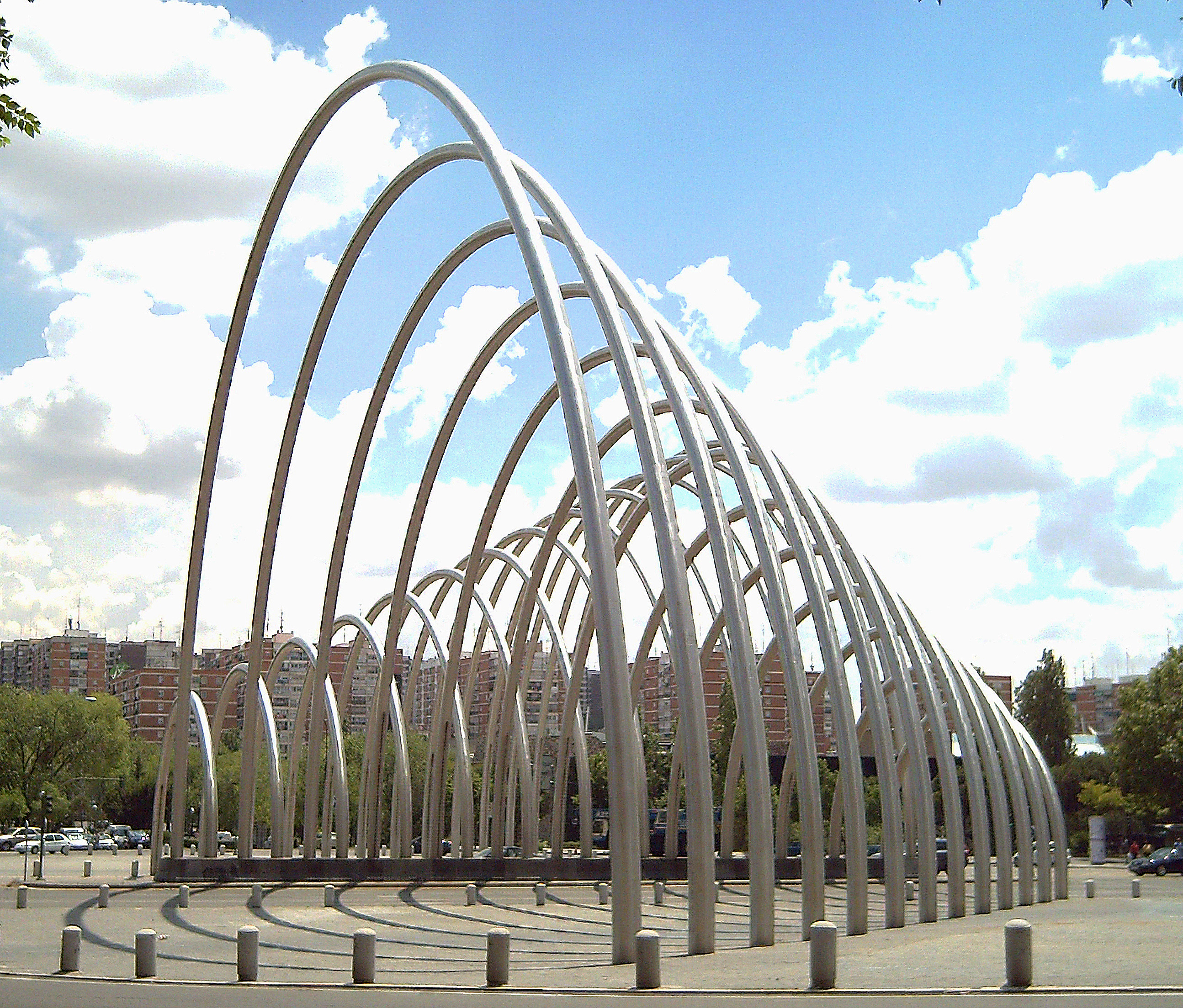
Puerta de la Ilustración (Andreu Alfaro, 1990).

La construcció del barri, iniciada a la fi de la dècada de 1950 i principi dels anys 1960, va ser a càrrec de la iniciativa privada del promotor Josep Banús, que es va aprofitar d'àmplies superfícies disponibles (buides completament d'edificació), i del sòl barat, per construir grans conjunts d'habitatges modests que alberguessin a la massiva immigració obrera que començava a rebre Madrid, procedent de zones rurals de tot Espanya. Les construccions, de qualitat deficient, aprofitaven al màxim les parcel·les en superfície i altura, sense atendre amb prou feines a la necessitat d'equipaments, transport públic i serveis que aquesta massificació de població hagués requerit. A partir de 1970 i aprofitant els grans buits sense construir que encara quedaven, es van construir algunes edificacions de millor qualitat, orientades a població de major nivell econòmic, gràcies a la revaloració del sòl, per la seva bona ubicació i la seva proximitat a les masses forestals de la zona nord-oest de Madrid.
És un barri fonamentalment residencial, on predominen els blocs d'edificis alts, fins i tot per sobre de deu altures, malgrat la qual cosa compta amb uns parcs com són el Parc Norte, el Parc de la Vaguada i el Parc d'Altamira. Té un gran poliesportiu municipal amb piscines d'estiu, climatitzades, diversos camps de futbol i pistes de tennis, bàsquet i futbol sala, gimnàs, pavelló poliesportiu, etc. També hi ha una altra piscina climatitzada al parc de la Vaguada.

## Transport
Hi ha 3 estacions de metro: Herrera Oria i Barrio del Pilar ambdues de la (L9) i Peñagrande (L7); i una quarta molt propera: Begoña (L10)
També hi passen autobusos de l'EMT: le línies 42, 49, 67, 83, 126, 128, 132, 133, 134, 137, 147, etc.